# Boulevard de Verdun (Courbevoie)
Pour les articles homonymes, voir Boulevard de Verdun.
Le boulevard de Verdun est une voie de communication située à Courbevoie. Il suit le tracé de la route nationale 308.
Au début du XXe siècle, le terrain alors disponible et la proximité de la gare aux marchandises de Bécon-les-Bruyères attirent des entreprises renommées, qui y installent leurs ateliers : parfumerie Lubin ; constructeurs automobiles  Delage et Berliet.

## Situation et accès
Le boulevard de Verdun se situe dans le prolongement du boulevard Bineau, qui traverse Neuilly. Il commence à la Seine et se dirige vers le nord-ouest, jusqu'à l'une des limites de Courbevoie.
Il passe sous le boulevard Saint-Denis (ancienne rue Saint-Denis), marque le début de la rue Jules-Ferry (à droite) et sépare les rues Lambrechts (à gauche) et Armand-Silvestre (à droite) puis les boulevards Aristide-Briand (à gauche) et de la Paix (à droite). Après l'avenue Dubonnet et la rue Paul-Bert, parallèles au boulevard de la Paix, il passe sous le pont ferroviaire de la ligne de Paris-Saint-Lazare à Versailles-Rive-Droite. La rue Latérale, à droite, longe le chemin de fer et conduit à la gare de Bécon-les-Bruyères ; un panneau indicateur, toujours en place, rappelle l'ancienne gare aux marchandises. Après avoir croisé la rue Joseph-Rivière (à gauche, primitivement nommée rue du XXe siècle) et la villa des Fleurs (à droite), il forme, parallèlement à la première, le départ de l'avenue de la République. Il se termine au rond-point de l'Europe (ancien Embranchement de Colombes), situé à La Garenne.

## Origine du nom
Ce boulevard porte le nom de la bataille de Verdun.

## Historique
Il s'appelle primitivement boulevard Bineau, du nom de la voie de Neuilly qu'il prolonge en ligne droite jusqu'à l'embranchement de Colombes (actuel rond-point de l'Europe).
Il devient ensuite boulevard de Courbevoie. Après la Première Guerre mondiale, il commémore la bataille de Verdun.

## Évolution
Il est rénové de 2019 à février 2020 :
- réfection de la chaussée et des trottoirs ;
- redistribution des voies de circulation ;
- protection des piétons ;
- végétalisation.

## Bâtiments remarquables et lieux de mémoire
- * No 63-angle 15 boulevard Aristide-Briand : Espace Carpeaux[3],[4], complexe culturel édifié en 1991. Sa salle de spectacle Saint-Saëns comporte 480 places.
- No 72 : l'établissement principal de la Parfumerie Lubin abritait ici la direction et l'administration[5].
- No 107 : la Société des travaux automobiles et mécaniques (TAM) est installée ici de 1907 à 1925 [6].
- No 131 : la société Bronzavia, spécialisée à l'origine dans les bougies pour moteurs d'avion, possède ici son atelier de 1931 à 1949[7]. Puis les locaux sont occupés par Air France, qui y entretient ses moteurs au Centre de Révision de Courbevoie (CRC) jusqu'en 1974[8].
- No 138-140 : le constructeur automobile Delage, à l'étroit dans ses ateliers de Levallois-Perret, s'installe ici en 1912. L'usine ferme en 1935. Un panneau commémoratif rappelle l'histoire du lieu.
- No 160 : à cet endroit s'ouvre, dans les années 1910, une « succursale-atelier » aujourd'hui démolie du constructeur automobile Berliet. Un vaste ensemble immobilier s'élève à son emplacement.

## Galerie de photographies

Vues anciennes
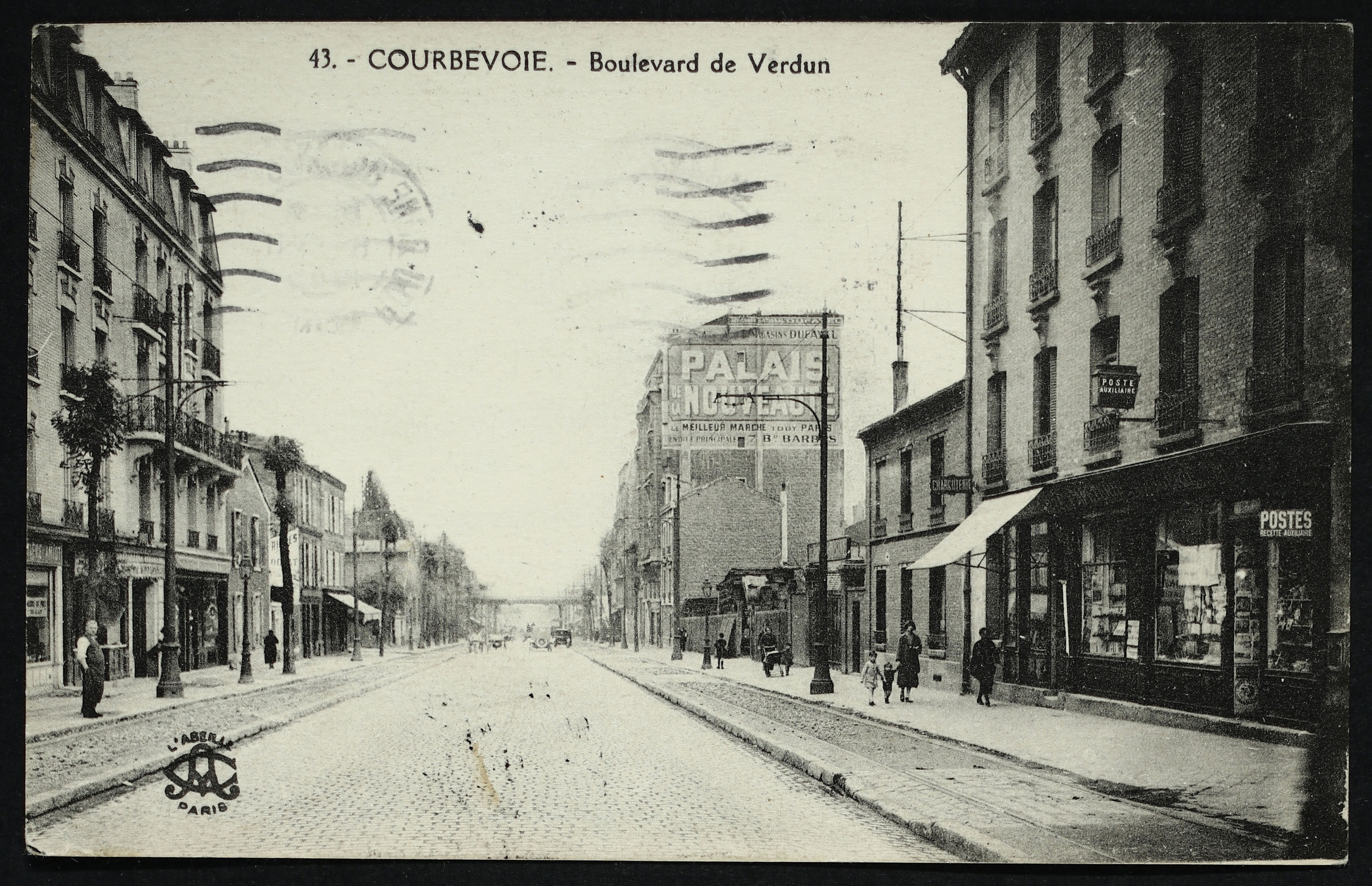
Au début du XXe siècle.
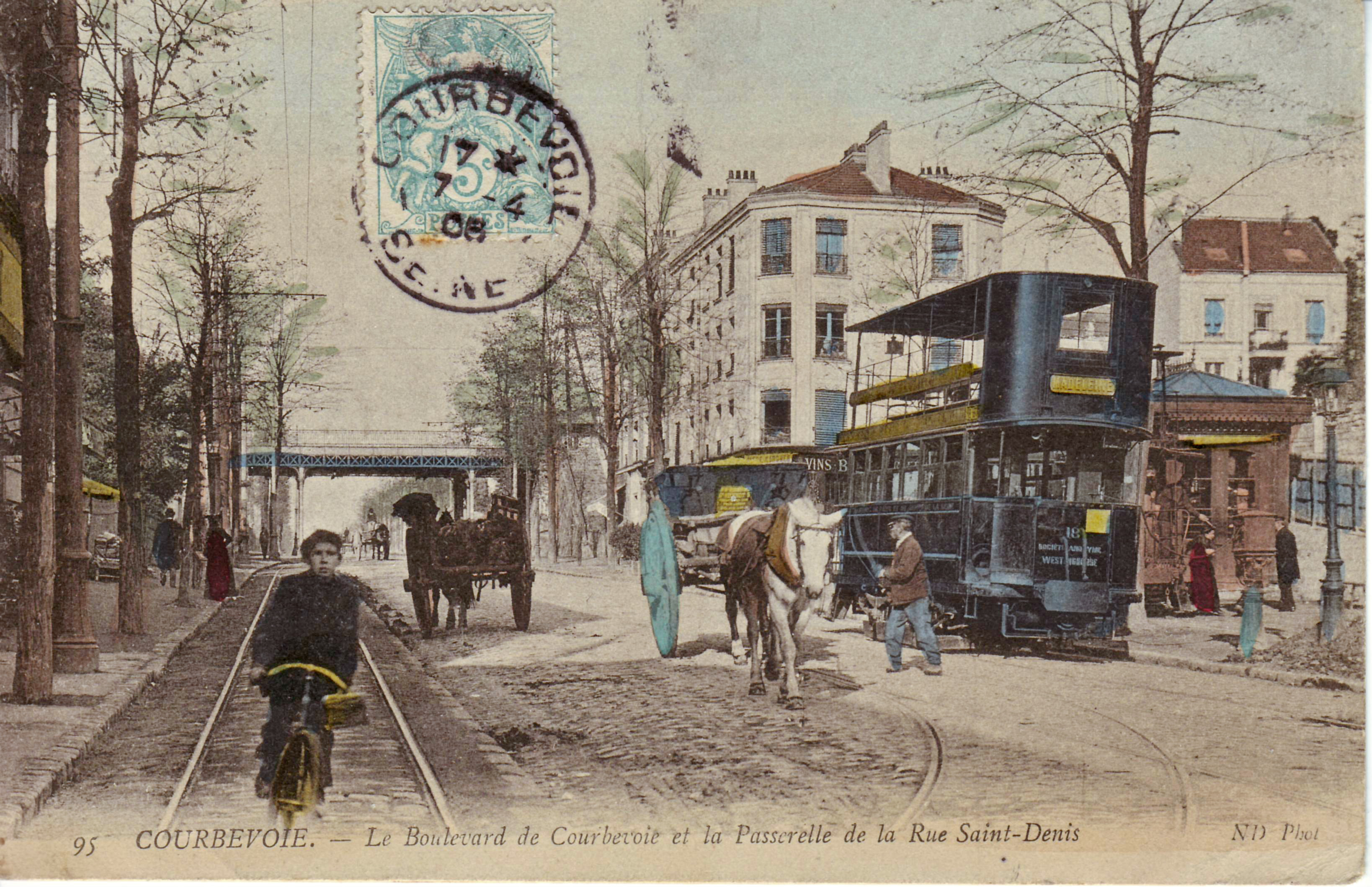
Pont de la rue Saint-Denis.
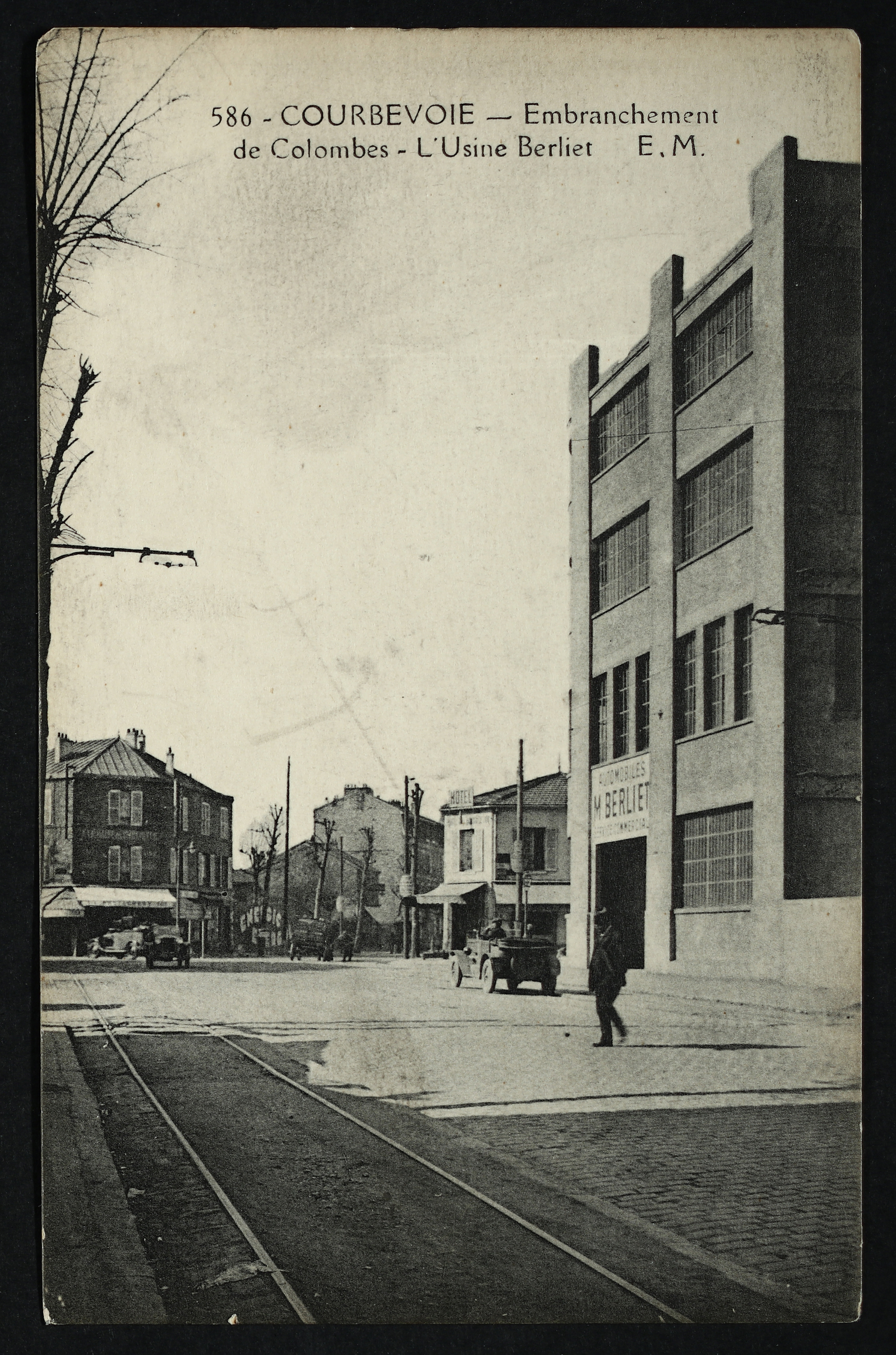
Atelier Berliet.
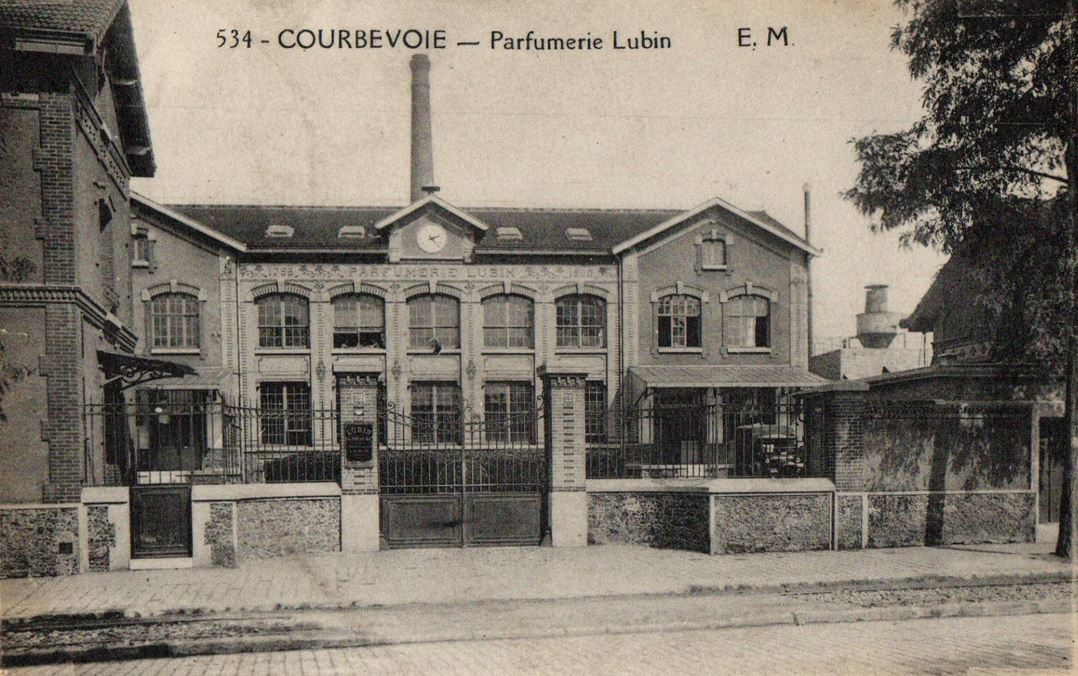
Parfumerie Lubin.
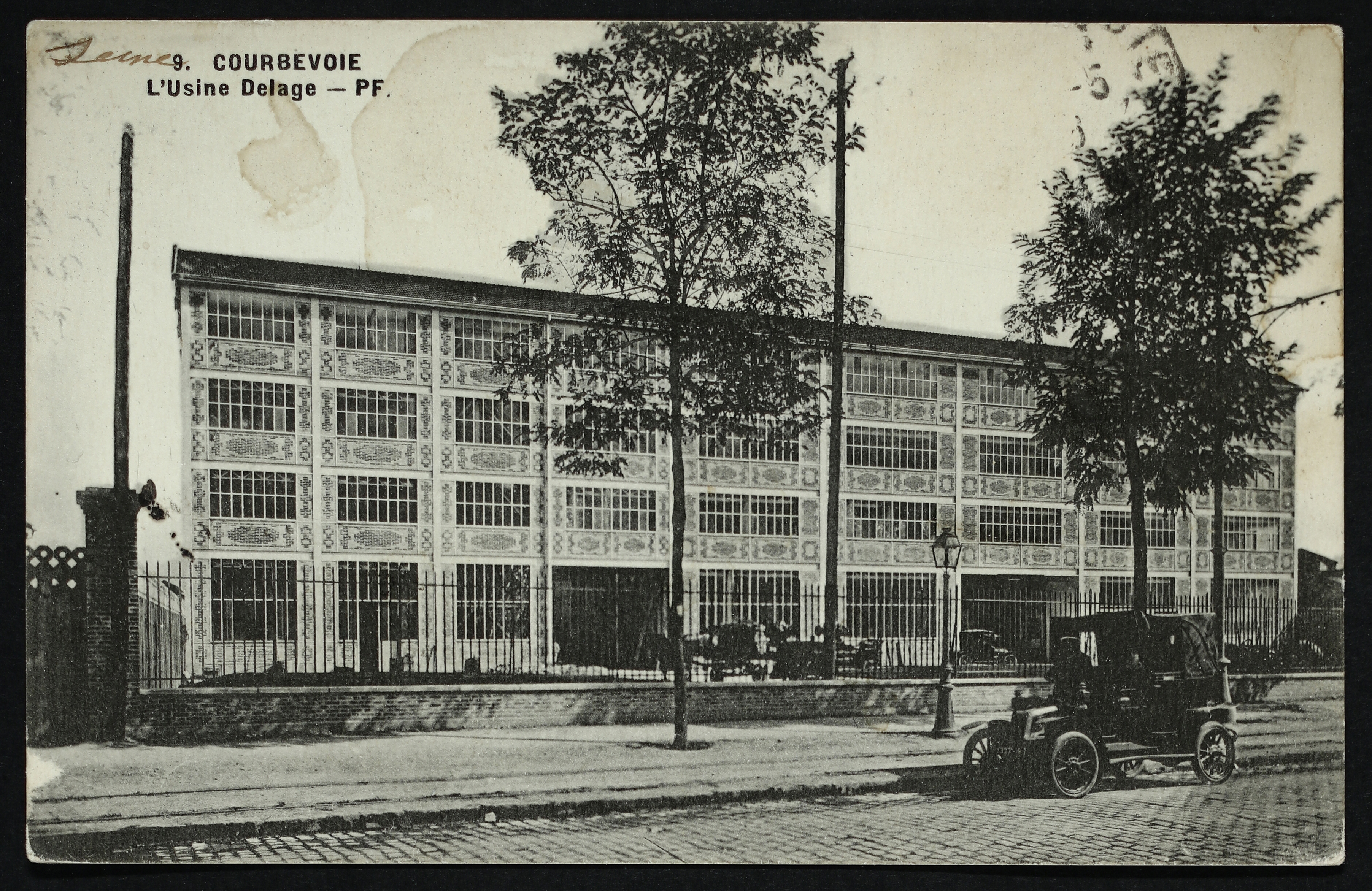
Usine Delage.

Vues actuelles
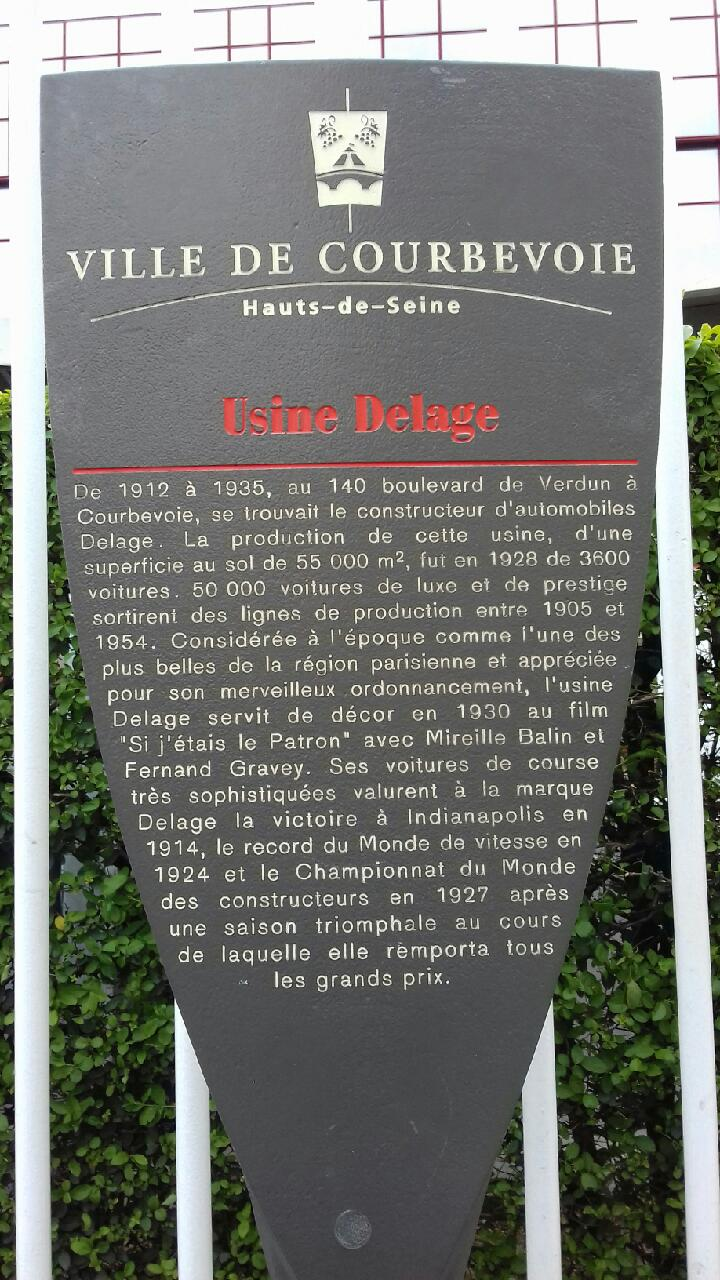
Panneau historique de l'usine Delage.
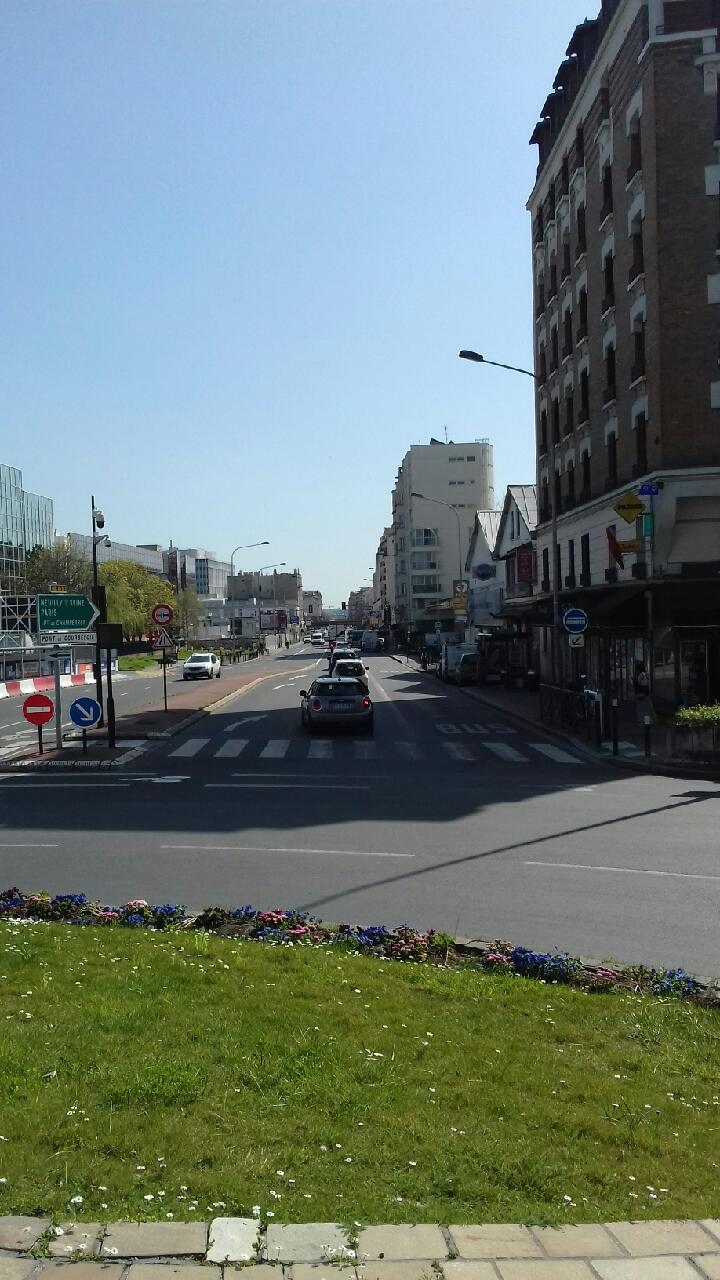
Rond-point de l'Europe.
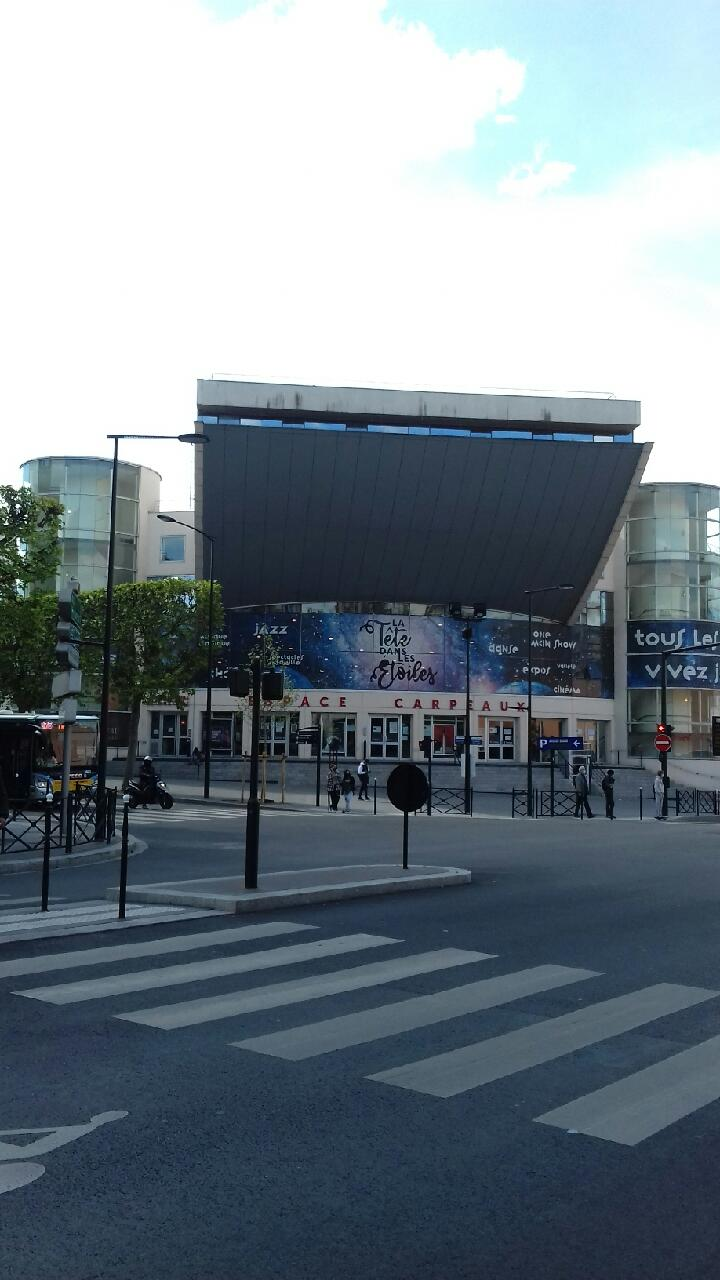
Espace Carpeaux.
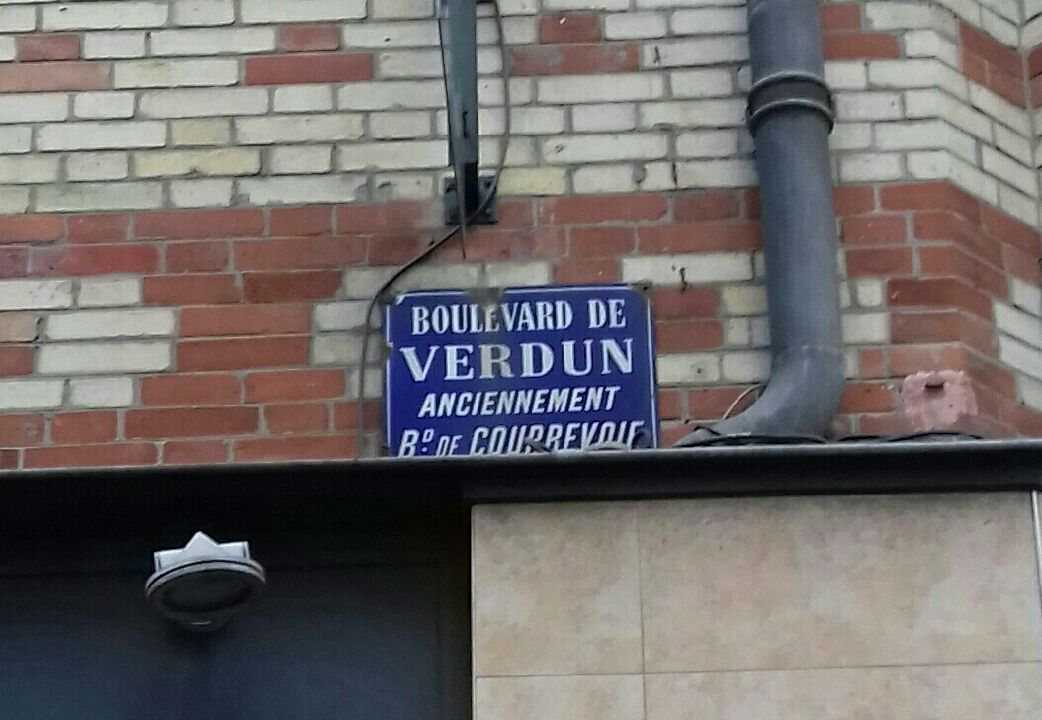
Plaque au n° 41.
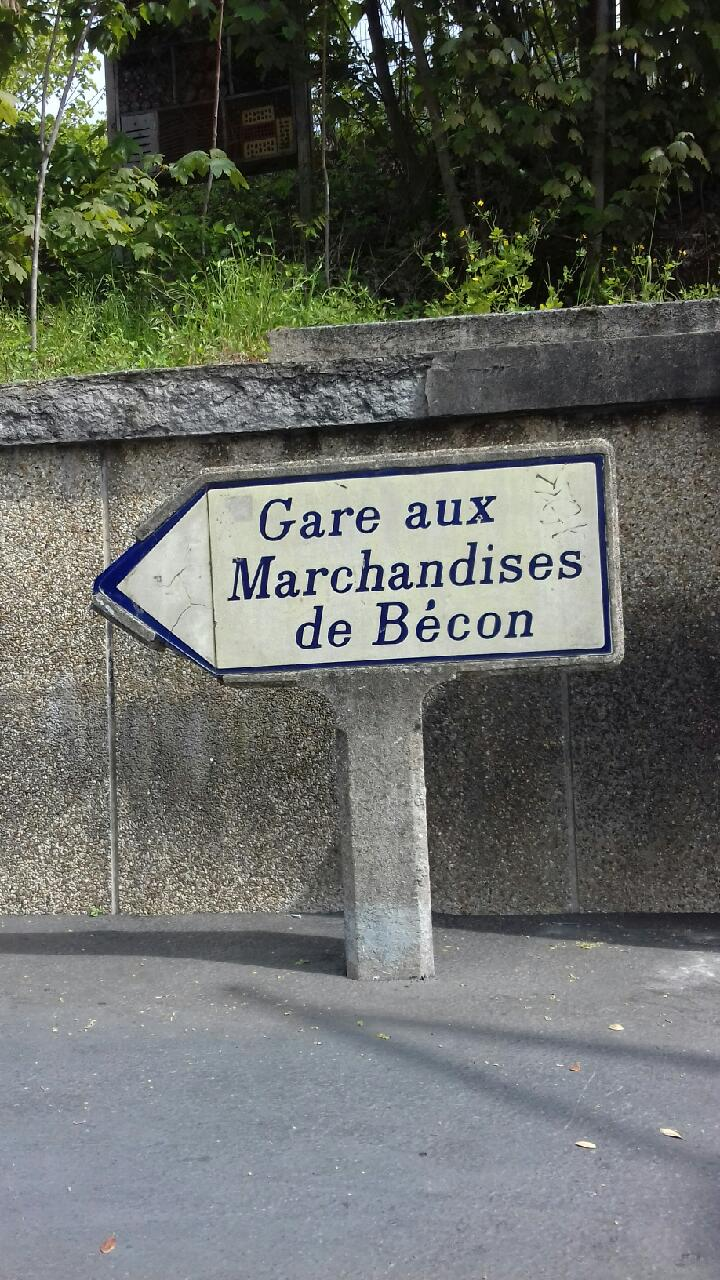
Panneau au début de la rue Latérale.
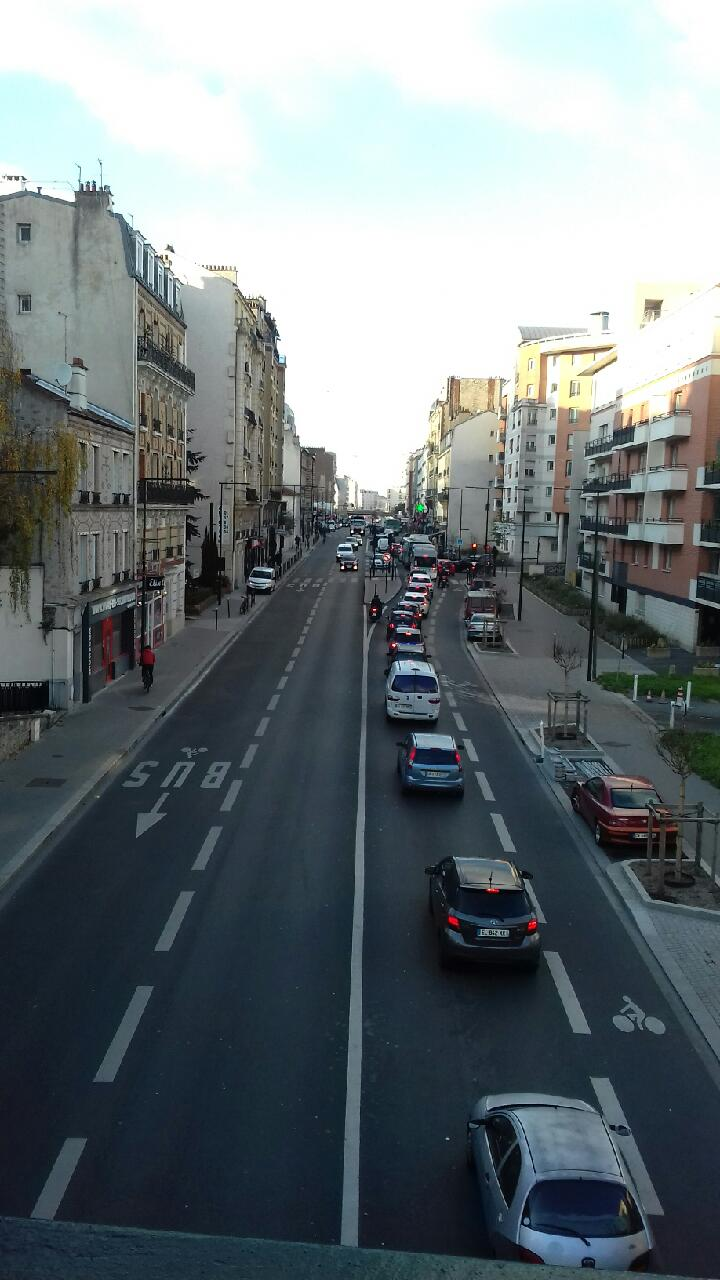
Depuis le pont du boul. St-Denis.